# Purulia (district)
Purulia is een district van de Indiase staat West-Bengalen. Het district telt 2.535.233 inwoners (2001) en heeft een oppervlakte van 6259 km².
Purulia is het meest westelijk gelegen district van West-Bengalen en wordt aan drie zijden (in het noorden, westen en zuiden) begrensd door de deelstaat Jharkhand.

## Dans
De stammen- of krijgersdans Chhau kent drie types, waarvan er een uit Purulia afkomstig is. Dit danstype heeft de aanbidding van Ganesha tot doel en er bestaan tegenwoordig drie types van. De dans in deze regio heet eenvoudigweg Purulia Chhau.
Hoofdstad: Calcutta (Kolkata)
Districten:
Divisie Bardhaman: Birbhum · Hooghly · Paschim Bardhaman · Purba Bardhaman
Divisie Jalpaiguri: Alipurduar · Cooch Behar · Darjeeling · Jalpaiguri · Kalimpong
Divisie Malda: Dakshin Dinajpur · Malda · Murshidabad · Uttar Dinajpur
Divisie Medinipur: Bankura · Jhargram · Paschim Medinipur · Purba Medinipur · Purulia
Presidency divisie: Calcutta · Dakshin 24 Parganas · Haora · Nadia · Uttar 24 Parganas